# Yamaha RD500LC
A Yamaha RD500LC egy kétütemű sportmotorkerékpár.1984 és 1986 között gyártották.Az első sorozatban gyártott kétütemű vízhűtéses motor volt.
|                   | RD500LC                                  | RZV500R                                  |
| ----------------- | ---------------------------------------- | ---------------------------------------- |
| Motor             | 2 ütem, négy hengeres                    | 2 ütem, négy hengeres                    |
| Furat mérete      | 56.4 x 50.0 mm                           | 56.4 x 50.0 mm                           |
| Sűrítési arány    | 6.6:1                                    | 6.6:1                                    |
| Üzemanyagrendszer | Mikuni VM26SS 26 mm porlasztó x 4        | Mikuni VM26SS 26 mm porlasztó x 4        |
| Kenés             | 2 ütemű injekció, előtétfogaskerék pumpa | 2 ütemű injekció, előtétfogaskerék pumpa |
| Gyújtás           | (CDI)                                    | (CDI)                                    |
| Váltó             | 6-sebességes                             | 6-sebességes                             |
| Differenciálmű    | 530 chain, 102 links                     | 530 chain, 102 links                     |
| Teljes hosszúság  | 2085 mm (82.1 in)                        | 2085 mm (82.1 in)                        |
| Teljes szélesség  | 705 mm (27.8 in)                         | 705 mm (27.8 in)                         |
| Teljes magasság   | 1145 mm (45.1 in)                        | 1145 mm (45.1 in)                        |
| Seat magasság     | 780 mm (30.7 in)                         | 780 mm (30.7 in)                         |
| Hasmagasság       | 145 mm (5.7 in)                          | 145 mm (5.7 in)                          |
| Tengelytávolság   | 1375 mm (54.1 in)                        | 1375 mm (54.1 in)                        |
| Őnsúly            | 205 kg                                   | 196 kg                                   |
| Első fék          | 2 fékmunkahengeres                       | 2 fékmunkahengeres                       |
| Hátsó fék         | 1 fékmunkahengeres                       | 1 fékmunkahengeres                       |
| Első gumi         | 120/80-VR16                              | 120/80-VR16                              |
| Hátsó gumi        | 130/80-VR18                              | 130/80-VR18                              |
| Tank              | 22 L                                     | 22 L                                     |

## Külső hivatkozások

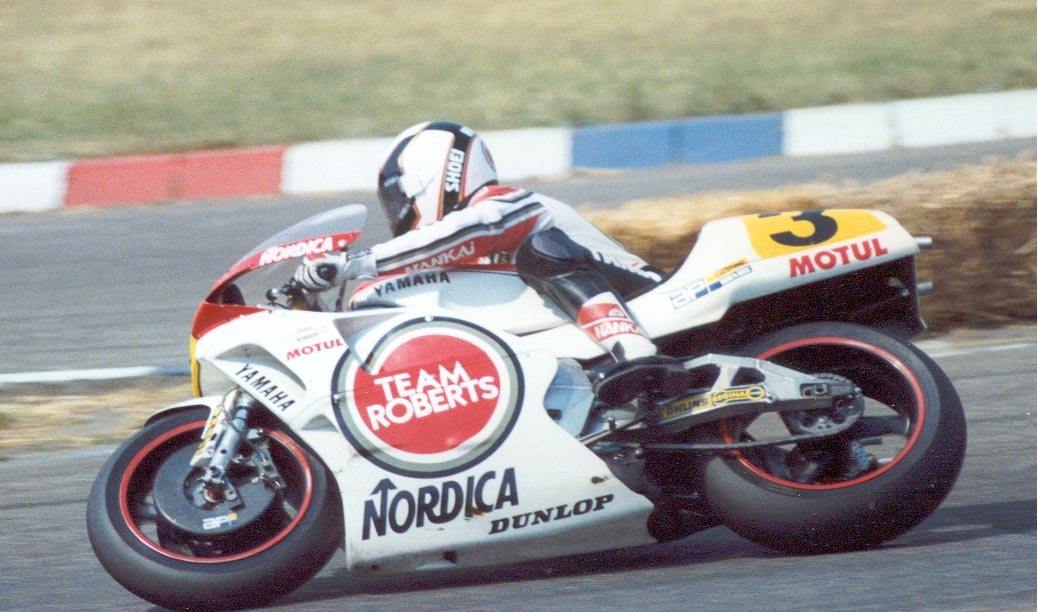
Yamaha YZR500.

- RZ500
- Kép